# Seleção Jamaicana de Futebol Feminino
A Seleção Jamaicana de Futebol Feminino representa a Jamaica no futebol feminino internacional.